# Bulphan
Bulphan is een plaats in het Engelse graafschap Essex. Het maakt deel uit van het district Thurrock. In het Domesday Book van 1086 wordt vermeld dat de plaats 35 huishoudens telde: 16 van grotere pachters, 16 van kleine en 3 slaven. De belastingopbrengst van 7 eenheden geld was vrij groot voor die tijd en de heerlijkheid was in leen bij de abdij van Barking. De aan de Maagd Maria gewijde dorpskerk werd eind vijftiende eeuw gebouwd en in de negentiende eeuw gerenoveerd. Zij heeft een vermelding op de Britse monumentenlijst.